# CK Vulpeculae
Nova Vulpeculae 1670
Désignations
CK Vulpeculae (en abrégé CK Vul), aussi nommée 11 Vulpeculae (11 Vul), AAVSO 1943+27 ou encore Nova Vulpeculae 1670 (N Vul 1670), est une étoile variable de la constellation boréale du Petit Renard.
Découverte en 1670 et considérée depuis 1982 comme la plus ancienne des novas (classiques) observées à avoir été confirmée, sa nature est débattue par plusieurs travaux publiés depuis de 2015.

## Découverte et confirmation
Nova Vulpeculae 1670 a été découverte le 20 juin 1670 à Dijon par l'astronome français Anthelme Voituret, dit père Anthelme ou don Anthelme, moine de l'ordre des Chartreux à la Sainte-Trinité de Champmol. Le rémanent de la nova n'a été redécouvert qu'en 1981 par Michael M. Shara et Anthony F. J. Moffat.

## Nature contestée
Les variations rapprochées de sa luminosité ne correspondent pas au modèle habituel de création d'une nova, des études commencées dans les années 1980 semblent établir, en 2015, les particularités de sa création en 1670. L'hypothèse a été émise qu'une collision de deux étoiles serait à l'origine de cette nova ; elles auraient été tellement rapprochées au moment de l'explosion que leurs cœurs ont été expulsés dans l'espace, « un événement rare »,. Une étude publiée en 2018, basée sur des observations d'ALMA, a conclu que l'origine du phénomène est une collision entre une naine blanche et une naine brune. Cependant une autre étude publiée en 2020 a montré que CK Vulpeculae se trouve en fait à 3,2+0,9−0,6 × 103 pc de la Terre, soit cinq à six fois la distance précédemment admise; cela implique une luminosité intrinsèque environ vingt-cinq fois plus élevée. Cette luminosité fait finalement de cet événement un événement optique transitoire de luminosité intermédiaire (en) (ou ILOT, pour Intermediate luminosity optical transient) d'origine encore inexpliquée. 